# Премія Ернста Сіменса
Премія Ернста Сіменса — одна з найпрестижніших світових нагород в області академічної музики. Її присуджує щорічно з 1974 року Баварська академія образотворчих мистецтв за підтримки Фонду Ернста Сіменса (створеного CEO і акціонером фірми Siemens AG Ернстом фон Сіменсом). Премія може бути присуджена композиторові, виконавцеві або музикознавцеві.
Починаючи з 1990 року фонд Ернста Сименса присуджує також щорічні спеціальні гранти видатним композиторам (першим одержувачем гранту став Міхаель Яррель).

## Лауреати
| - 1974 Бенджамін Бріттен - 1975 Олів'є Мессіан - 1976 Мстислав Ростропович - 1977 Герберт фон Караян - 1978 Рудольф Серкін - 1979 П'єр Булез - 1980 Дітріх Фішер-Діскау - 1981 Елліот Картер - 1982 Ґідон Кремер - 1983 Вітольд Лютославський - 1984 Ієгуді Менухін - 1985 Андрес Сеговія - 1986 Карлгайнц Штокгаузен - 1987 Леонард Бернстайн - 1988 Петер Шрайєр - 1989 Лучано Беріо - 1990 Генце Ганс Вернер - 1991 Гайнц Голліґер - 1992 Ховард Чандлер Роббінс Лендон - 1993 Дьордь Лігеті - 1994 Клаудіо Аббадо - 1995 Гаррісон Бьортуїстл - 1996 Мауріціо Полліні - 1997 Гельмут Лахенман - 1998 Дьордь Куртаг - 1999 Квартет Ардітті | - 2000 Мауріціо Кагель - 2001 Райнхольд Брінкман - 2002 Ніколаус Арнонкур - 2003 Вольфганг Рім - 2004 Альфред Брендель - 2005 Анрі Дютійо - 2006 Даніель Баренбойм - 2007 Браян Фернехоу - 2008 Анне-Софі Муттер - перша жінка, що одержала цю премію. - 2009 Клаус Губер - 2010 Міхаель Гілен - 2011 Аріберт Райман - 2012 Фрідріх Церха - 2013 Маріс Янсонс - 2014 Петер Гюльке - 2015 Крістоф Ешенбах - 2016 Пер Нергард - 2017 П'єр Лоран Емар - 2018 Беат Фуррер - 2019 Ребекка Сондерс - 2020 Табеа Ціммерман - 2021 Жорж Апергіс |